# Васильевский Спуск
Васи́льевский Спуск — площадь в Москве, расположенная между Красной площадью и Кремлёвской набережной вдоль стены Кремля. На площади часто проводятся торжественные, праздничные и спортивные мероприятия.

## Происхождение названия
Площадь названа в 1995 году по храму Василия Блаженного (Покровский собор), от которого спускается к Москве-реке. В 1924—1995 годах являлась частью Красной площади. Ранее была частью Васильевской площади, название которой укоренилось в XIX веке.

## История
Первоначально на месте нынешней площади в XVIII веке располагались дома до самого рва, окружавшего Кремль. Площадь образовалась в результате реконструкции, проведённой в начале XIX века.
В XX веке с 1909 года через площадь стали ходить трамваи (проходя через Красную площадь); к середине 1950-х годов трамвай был убран.
В 1936 году были снесены старые строения на площади. Большой Москворецкий мост соединяет площадь с улицей Большая Ордынка (через Малый Москворецкий мост). Современный мост был построен в 1938 году.

## Современность
В XXI веке на площади проводятся периодически массовые мероприятия — концерты, празднование Масленицы.

## Галерея
| - Москворецкий мост и Москворецкая улица. Фото 1897 г. - Беклемишевская башня и Васильевская площадь в 1896 году. Фотохром Петра Павлова - Вид местности до строительства современного Б. Москворецкого моста. Фото начала 1930-х гг. - Вид с Васильевского спуска на Большой Москворецкий мост. Фото 2011 г. |

## Транспорт
- Метро Китай-город, Охотный Ряд, Театральная и Площадь Революции.
- Автобусы м90, 538.